# Durban (Gers)
Durban (en francès Durban) és un municipi francès situat al departament del Gers i a la regió d'Occitània.

## Geografia
Comuna de Gascunya ubicada a l'àrea urbana d'Auch al Sousson.

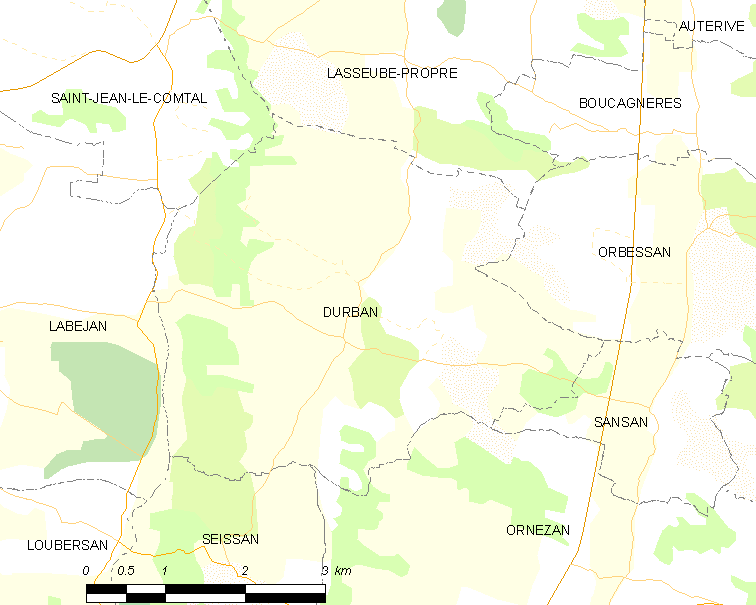
Mapa de la comuna de Durban

## Administració i política
| Període | Identitat       | Partit |
| ------- | --------------- | ------ |
| 2001-   | Alain Ribolléda |        |

## Demografia
| 1962                                       | 1968 | 1975 | 1982 | 1990 | 1999 | 2006 |
| ------------------------------------------ | ---- | ---- | ---- | ---- | ---- | ---- |
| 161                                        | 174  | 156  | 167  | 173  | 162  | 175  |
| Des de 1962: població sense dobles comptes |      |      |      |      |      |      |

## Llocs d'interès

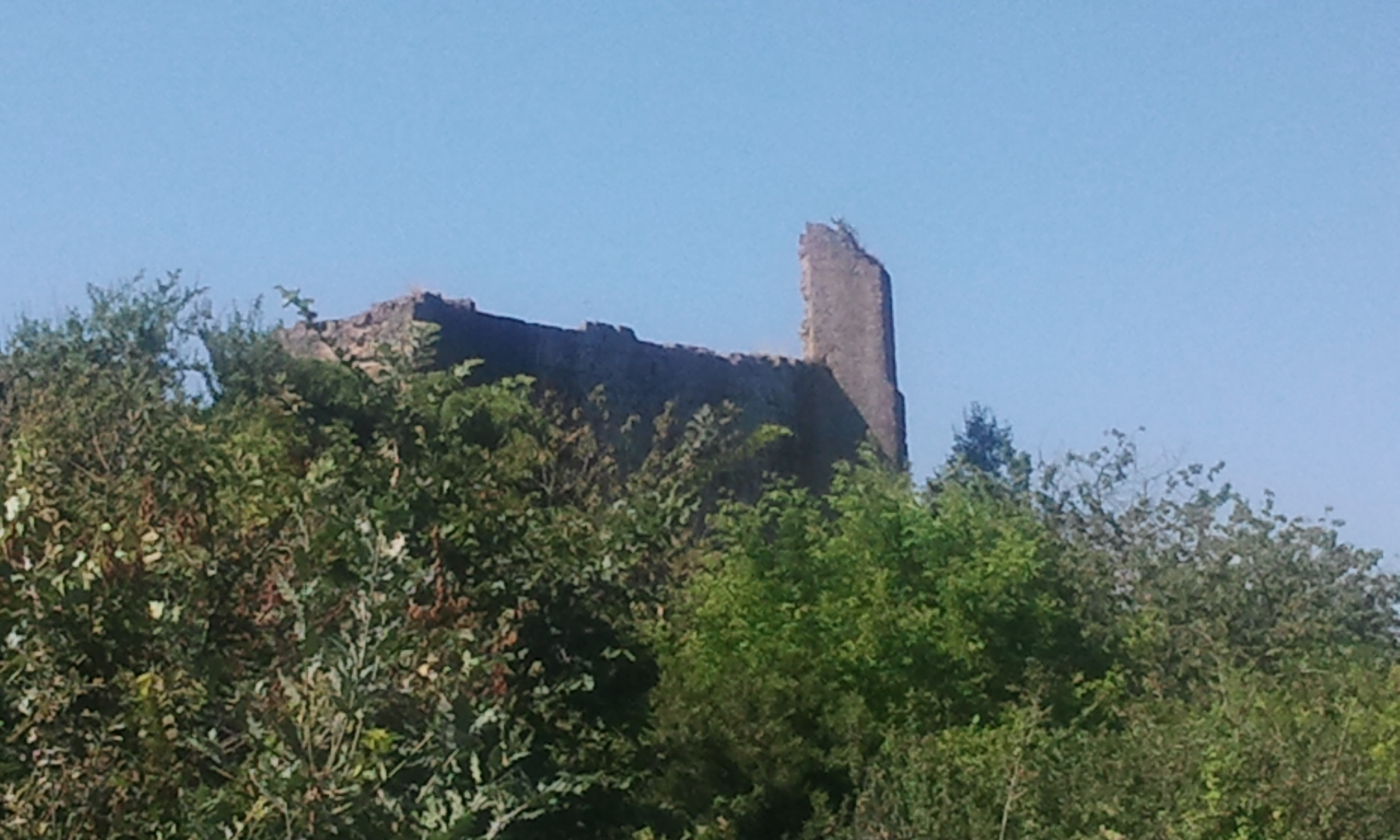
El castell
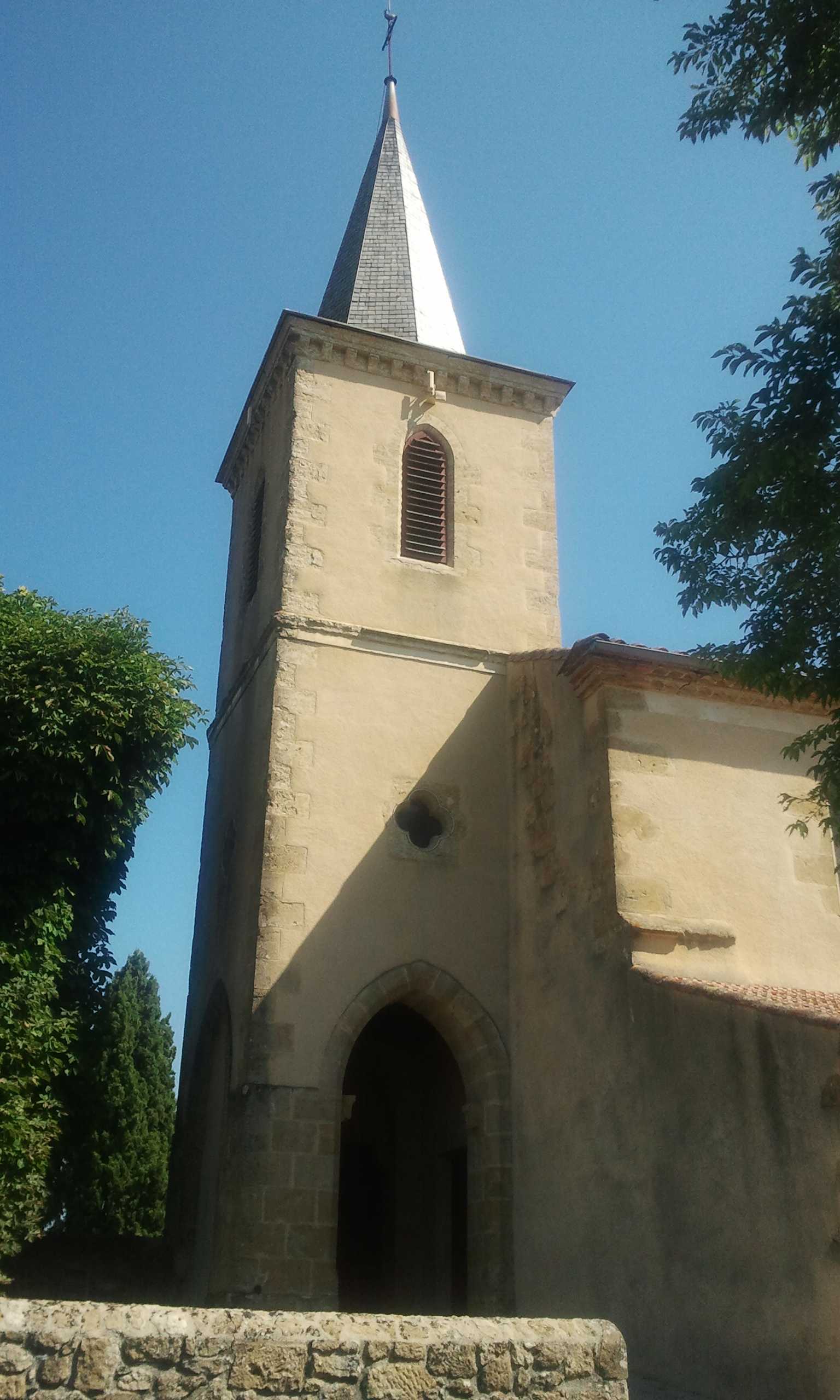
L'església

- El castell
- L'església